# Gizab (huyện)
Gizab là một huyện thuộc tỉnh Daikondi, Afghanistan. Dân số thời điểm năm 1999 là 54,168 người.